# إدارة نيبيس
إدارة نيبس هي واحدة من الإدارات العشر في هايتي. يبلغ عدد سكانها 342325 نسمة وذلك حسب إحصائيات سنة 2015. تبلغ مساحتها 1267.77 كم².